# زانتوسین مونوفسفات
زانتوسین مونوفسفات (به انگلیسی: Xanthosine monophosphate) با فرمول شیمیایی C۱۰H۱۳N۴O۹P یک ترکیب شیمیایی با شناسه پاب‌کم ۱۲۲۲۸۰ است؛ که جرم مولی آن 364.206 g/mol می‌باشد.